# Malteška biskupska konferencija
Malteška biskupska konferencija (mal. Konferenza Episkopali Maltija) je stalna institucija Katoličke Crkve na Malti. Osnovana je u skladu s propisima kanonskoga prava te djeluje prema Zakoniku kanonskoga prava i drugim propisima i uputama koje je izdala Sveta Stolica.
Njezin predsjednik je nadbiskup Paul Cremona. BK Malte je punopravni član Vijeća europskih biskupskih konferencija (CCEE).